# Danny Masterson
Daniel Peter „Danny” Masterson (n. 13 martie 1976) este un actor și disc jockey american, cunoscut pentru interpretarea lui Steven Hyde în That '70s Show. A apărut în serialul Men at Work de pe TBS unde îl interpreta pe Milo Foster.
În mai 2023, Masterson a fost condamnat pentru violarea a două femei, ambele foști membri ai Bisericii Scientologiei; nu a existat niciun verdict pentru o a treia acuzație de viol din cauza unui juriu suspendat. Pe 7 septembrie 2023, Masterson a fost condamnat la 30 de ani de închisoare sau pe viață.

## Legături externe
- Site oficial
- Danny Masterson la Internet Movie Database

'